# Dokapon Kingdom
Dokapon Kingdom (ドカポンキングダム?, Dokapon Kingudamu) è un videogioco di ruolo sviluppato da Sting Entertainment e pubblicato nel 2007 per PlayStation 2. Remake di Dokapon 3-2-1 - Arashi o Yobu Yuujou, uscito nel 1994 per Super Nintendo Entertainment System, il gioco ha ricevuto una conversione per Wii. Nel 2023 è stato realizzato un remake del gioco per Nintendo Switch dal titolo Dokapon Kingdom: Connect..

## Accoglienza
| Testata                            | Versione | Giudizio |
| ---------------------------------- | -------- | -------- |
| Metacritic (media al 17-3-2021)    | PS2      | 61/100   |
| Metacritic (media al 17-3-2021)    | Wii      | 73/100   |
| 1Up.com                            | Wii      | C        |
| Destructoid                        | Wii      | 8/10     |
| Famitsū                            | PS2      | 26/40    |
| GamesRadar+                        | -        | 2/5      |
| GameZone                           | PS2      | 6/10     |
| GameZone                           | Wii      | 8,4/10   |
| IGN                                | PS2      | 8/10     |
| IGN                                | Wii      | 8/10     |
| Nintendo Life                      | Wii      | 8/10     |
| Nintendo Power                     | Wii      | 8,5/10   |
| Nintendo World Report              | Wii      | 8/10     |
| PlayStation: The Official Magazine | PS2      | 2/5      |
| Wired                              | Wii      | 9/10     |

Paragonato alla serie di videogiochi Mario Party., la versione Wii del gioco è stata candidata tra i migliori RPG del 2008 secondo IGN.